# Lobeč
Lobeč är en ort i Tjeckien.   Den ligger i regionen Mellersta Böhmen, i den centrala delen av landet, 40 km norr om huvudstaden Prag. Lobeč ligger 319 meter över havet och antalet invånare är 138.
Terrängen runt Lobeč är platt.Runt Lobeč är det ganska tätbefolkat, med 52 invånare per kvadratkilometer. Närmaste större samhälle är Mladá Boleslav, 17,6 km öster om Lobeč. Trakten runt Lobeč består till största delen av jordbruksmark.